# Fungicydy
Fungicydy (łac. fungus – grzyb, caedo – zabijam), środki grzybobójcze – związki chemiczne (najczęściej związki organiczne siarki i miedzi) mające zastosowanie w zwalczaniu grzybów atakujących rośliny.
Mechanizm działania fungicydów:
- hamowanie procesów oddychania grzybów,
- hamowanie biosyntezy białek i kwasów nukleinowych
- powodowanie zaburzeń w wymianie substancji chemicznej pomiędzy komórką grzyba a otoczeniem,
- stymulowanie procesów odpornościowych w roślinach.

W zwalczaniu patogenów grzybowych dość duże znaczenie mogą mieć niektóre sole nieorganiczne. Mogą skutecznie zwalczać mączniaka prawdziwego dyniowatych, mączniaka prawdziwego zbóż i traw (na pszenicy) oraz mączniaka prawdziwego winorośli.